# Bilan saison par saison des Thrashers d'Atlanta
Les Thrashers d'Atlanta sont une franchise professionnelle de hockey sur glace d'Amérique du Nord. L'équipe évolue dans la Ligue nationale de hockey entre 1999 et 2011 et est basée à Atlanta dans l'État de la Géorgie aux États-Unis. Ils se qualifient pour la première et unique fois pour les séries éliminatoires de la Coupe Stanley en 2006-2007 mais sont éliminés dès le premier tour en quatre rencontres par les Rangers de New York.
Le 31 mai 2011, l'équipe est vendue à la compagnie True North Sports and Entertainment qui annonce son déménagement à Winnipeg pour la saison 2011-2012. Cette vente et le déménagement ne sont toutefois effectifs que le 21 juin 2011 lorsqu'ils sont approuvés par les membres du bureau des gouverneurs de la LNH, l'équipe devient alors les Jets de Winnipeg,.
Cette page retrace les résultats de l'équipe au cours de son existence.

## Résultats
| No | Saison           | Entraîneur(s)                       | Saison régulière | Saison régulière | Saison régulière | Saison régulière | Saison régulière | Saison régulière | Saison régulière | Saison régulière | Saison régulière | Saison régulière        | Séries éliminatoires | Séries éliminatoires | Séries éliminatoires | Séries éliminatoires | Séries éliminatoires | Séries éliminatoires |
| No | Saison           | Entraîneur(s)                       | PJ               | V                | D                | N                | DP               | Pts              | BP               | BC               | Pun              | Classement              | PJ                   | V                    | D                    | BP                   | BC                   | Progression          |
| -- | ---------------- | ----------------------------------- | ---------------- | ---------------- | ---------------- | ---------------- | ---------------- | ---------------- | ---------------- | ---------------- | ---------------- | ----------------------- | -------------------- | -------------------- | -------------------- | -------------------- | -------------------- | -------------------- |
| 1  | 1999-2000        | Curt Fraser                         | 82               | 14               | 57               | 7                | 4                | 39               | 170              | 313              | 1 422            | 15e Conférence de l'Est | Non qualifiés        | Non qualifiés        | Non qualifiés        | Non qualifiés        | Non qualifiés        | Non qualifiés        |
| 2  | 2000-2001        | Curt Fraser                         | 82               | 23               | 45               | 12               | 2                | 60               | 211              | 289              | 1 500            | 13e Conférence de l'Est | Non qualifiés        | Non qualifiés        | Non qualifiés        | Non qualifiés        | Non qualifiés        | Non qualifiés        |
| 3  | 2001-2002        | Curt Fraser                         | 82               | 19               | 47               | 11               | 5                | 54               | 187              | 288              | 1 290            | 15e Conférence de l'Est | Non qualifiés        | Non qualifiés        | Non qualifiés        | Non qualifiés        | Non qualifiés        | Non qualifiés        |
| 4  | 2002-2003        | Curt Fraser Don Waddell Bob Hartley | 82               | 31               | 39               | 7                | 5                | 74               | 226              | 284              | 1 253            | 11e Conférence de l'Est | Non qualifiés        | Non qualifiés        | Non qualifiés        | Non qualifiés        | Non qualifiés        | Non qualifiés        |
| 5  | 2003-2004        | Bob Hartley                         | 82               | 33               | 37               | 8                | 4                | 78               | 214              | 243              | 1 505            | 10e Conférence de l'Est | Non qualifiés        | Non qualifiés        | Non qualifiés        | Non qualifiés        | Non qualifiés        | Non qualifiés        |
| —  | 2004-2005        | Saison annulée                      | Saison annulée   | Saison annulée   | Saison annulée   | Saison annulée   | Saison annulée   | Saison annulée   | Saison annulée   | Saison annulée   | Saison annulée   | Saison annulée          | Saison annulée       | Saison annulée       | Saison annulée       | Saison annulée       | Saison annulée       | Saison annulée       |
| 6  | 2005-2006        | Bob Hartley                         | 82               | 41               | 33               | —                | 8                | 90               | 281              | 275              | 1 318            | 10e Conférence de l'Est | Non qualifiés        | Non qualifiés        | Non qualifiés        | Non qualifiés        | Non qualifiés        | Non qualifiés        |
| 7  | 2006-2007        | Bob Hartley                         | 82               | 43               | 28               | —                | 11               | 97               | 246              | 245              | 1 071            | 3e Conférence de l'Est  | 4                    | 0                    | 4                    | 6                    | 17                   | 0-4 Rangers          |
| 8  | 2007-2008 détail | Bob Hartley Don Waddell             | 82               | 34               | 40               | —                | 8                | 76               | 216              | 272              | 1 077            | 14e Conférence de l'Est | Non qualifiés        | Non qualifiés        | Non qualifiés        | Non qualifiés        | Non qualifiés        | Non qualifiés        |
| 9  | 2008-2009        | John Anderson                       | 82               | 35               | 41               | —                | 6                | 76               | 257              | 280              | 1 256            | 13e Conférence de l'Est | Non qualifiés        | Non qualifiés        | Non qualifiés        | Non qualifiés        | Non qualifiés        | Non qualifiés        |
| 10 | 2009-2010        | John Anderson                       | 82               | 35               | 34               | —                | 13               | 83               | 234              | 256              | 1 053            | 10e Conférence de l'Est | Non qualifiés        | Non qualifiés        | Non qualifiés        | Non qualifiés        | Non qualifiés        | Non qualifiés        |
| 11 | 2010-2011 détail | Craig Ramsay                        | 82               | 34               | 36               | —                | 12               | 80               | 223              | 269              | 908              | 12e Conférence de l'Est | Non qualifiés        | Non qualifiés        | Non qualifiés        | Non qualifiés        | Non qualifiés        | Non qualifiés        |